# محمدعلی ناصح
محمدعلی ناصح (زاده ۱۲۷۸ در تهران - ۱۷ تیر ۱۳۶۵) ادیب و شاعر معاصر بود. او که به ناصح متخلص بود و علاوه بر فراگیری علوم جدید به آموختن علوم قدیمه نیز پرداخت. ناصح از سال ۱۲۹۷ که انجمن ادبی ایران به همت وحید دستگردی  در تهران تأسیس شد از اعضای آن بود. او بعدها ریاست این انجمن را تا پایان عمر به عهده گرفت. شرح بوستان سعدی، شرح حال خاقانی شروانی و نیز دیوان اشعار از او به جای مانده‌است. محمدعلی ناصح به هنگام فوت، ۸۷ سال داشت.
محمدعلی ناصح شاگردان زیادی تربیت کرد که بعضی از آنان بعدها استاد دانشگاه های داخل و خارج شدند. مانند دکتر خلیل خطیب رهبر، سیدحسن امین، سیدحسن سادات ناصری، مهرداد اوستا و عباس کی منش. پس از فوت ناصح انتظار می رفت که خطیب رهبری ریاست انجمن ادبی ایران را به عهده بگیرد، ولی وی اشتیاقی به قبول این مسئولیت از خود نشان نداد و سرانجام به درخواست وی و دیگر اعضای قدیمی انجمن، در سال ۱۳۷۷ سیدحسن امین به ریاست انجمن ادبی ایران انتخاب شد.